# Torthorwald Castle
Torthorwald Castle ist die Ruine einer Niederungsburg (Tower House) im Dorf Torthorwald am Stadtrand von Dumfries in der schottischen Council Area Dumfries and Galloway. Die erste Burg an dieser Stelle war eine Erdwerksmotte aus dem 12. Jahrhundert. Die ältesten Teile des heute verfallenen Turms mit rechteckigem Grundriss entstanden im 14. Jahrhundert.

## Geschichte
Torthorwald Castle gehörte ursprünglich im 13. Jahrhundert Sir David Torthorwald. Es diente den Familien Kirkpatrick und Carlyle als Festung. Zuerst gehörte es den Kirkpatricks und dann, ab 1418, den Carlyles. 1544 wurde es von den Truppen von Michael Lord Carlyle im Zuge seines Überfalls auf seine Schwägerin, Jonet Scrimgeour, angegriffen und geplündert. Regent Arran setzte sie wieder ein und das Urteil enthielt eine Inhaltsliste der Burg in schottisch-gälischer Sprache und eine Liste des Viehs in lateinischer Sprache. 1609 fiel die Burg an die Douglases of Parkhead.

## Beschreibung
Erdgeschoss und Rittersaal im ersten Obergeschoss besitzen Gewölbedecken und in der Ecke ist eine gerade Treppe mit Absatz zu den weiteren Obergeschossen. Es scheint, dass der ursprüngliche Eingang zur Burg im ersten Obergeschoss lag.
Seit 1936 gilt Torthorwald Castle als Scheduled Monument.